# Tilesia spilanthoides
Tilesia spilanthoides là một loài thực vật có hoa trong họ Cúc. Loài này được Griseb. miêu tả khoa học đầu tiên.